# Klaxons
Klaxons was een Britse band uit Londen, ontstaan in 2005. Zij heetten voorheen Klaxons (Not Centaurs). Door de Britse muziekpers (vooral het tijdschrift NME) worden ze, samen met bijvoorbeeld Shitdisco, geschaard onder de muziekstijl new rave, een mix tussen elektronische dansmuziek en rock.
De debuutsingle Gravity's Rainbow werd uitgebracht in april 2006 (500 exemplaren). De tweede single Atlantis To Interzone zorgde voor steeds meer airplay. Op 24 november 2006 verzorgde Klaxons een succesvol optreden op het festival London Calling in het Amsterdamse Paradiso.
Klaxons tekende een platencontract bij Polydor Records. Het debuutalbum Myths of the Near Future verscheen op 29 januari 2007. Dit album won in 2007 de prestigieuze Mercury Prize voor het beste nieuwe Britse album.
Op 26 oktober 2014 kondigde de band op Twitter aan dat ze uit elkaar zouden gaan.
De groep hield na 31 januari 2015 op te bestaan.

## Bandleden
- Jamie Reynolds
- James Righton
- Simon Taylor .aka Captain strobe
- Steffan Halperin

## Discografie

### Albums
- Myths of the Near Future (29 januari 2007)
- Surfing the Void (23 augustus 2010)
- Love Frequency (13 juni 2014)

### Ep's
- Xan Valleys (17 oktober 2006)
- Landmarks Of Lunacy (22 december 2010)

### Singles
- Gravity's Rainbow - (Angular Recording Corporation, 500 exemplaren)
- Atlantis To Interzone - (Merok Records, 1000 exemplaren)
- Gravity's Rainbow - (Kitsune)
- Magick - (Polydor)
- Golden Skans - (Polydor)
- It's not over yet
- Echoes
- There is no other time (2014)